# 脉腹菌属
脉腹菌属（学名：Phlebogaster）是闭腹菌科下的一个属。

## 下属物种
本属包括以下物种：
- Phlebogaster laurisylvicola Fogel
- 中国脉腹菌 Phlebogaster sinensis B.Liu & K.Tao